# 17・18世紀大旅行記叢書
17・18世紀大旅行記叢書（じゅうなな・じゅうはちせいきだいりょこうきそうしょ）は岩波書店で、1990年代から2000年代にかけ、2期に分け全21巻で刊行された叢書。

## 概要
「大航海時代叢書」の後継企画として、大航海時代に続く17世紀および18世紀におけるヨーロッパ人の主要な世界探検・旅行の記録を集成した叢書である。
先行の「大航海時代叢書」（および姉妹企画「アンソロジー新世界の挑戦」）がスペイン人・ポルトガル人のテクストを多く収録していたのに対し、本叢書では、とりあげる時代の状況も反映しフランス人・イギリス人・ドイツ人の著作（言語圏）が、中心となっている。
第Ⅰ期は1990年11月〜94年3月に全10巻を、第Ⅱ期は2001年12月〜2004年7月に全11巻で刊行、合計21巻の出版に14年を要した。一部の書目は岩波文庫版で再刊されている。

## 巻構成・内容

### 第Ⅰ期
編集委員は、中川久定・二宮敬・増田義郎
　初回配本は、第2巻『ブーガンヴィル 世界周航記』、最終回配本は、第4巻『クック 太平洋探検 下』
1. ダンピア 最新世界周航記 〈平野敬一 訳〉（1992年11月刊） ISBN 4000088017
2. ブーガンヴィル 世界周航記 〈中川久定 解説 / 山本淳一 訳・解説〉（1990年11月刊） ISBN 4000088025
3. クック 太平洋探検 上 〈増田義郎 訳〉（1992年5月刊） ISBN 4000088033
4. クック 太平洋探検 下 〈増田義郎 訳〉（1994年3月刊） ISBN 4000088041
5. ベルニエ ムガル帝国誌 〈小名康之 注解 / 赤木昭三 解説 / 関美奈子・倉田信子 訳〉（1993年8月刊） ISBN 400008805X
6. シャルダン ペルシア紀行 〈羽田正 解説 / 佐々木康之 訳・解説 / 佐々木澄子 訳〉（1993年3月刊） ISBN 4000088068
7. ショワジ タシャール シャム旅行記 （1991年5月刊） ISBN 4000088076
  1. ショワジ 「シャム王国旅日記」〈二宮フサ 訳〉
  2. タシャール 「シャム旅行記」〈鈴木康司 訳〉
8. ウリョーア フワン 南米諸王国紀行 〈増田義郎 注解 / 牛島信明 訳〉（1991年11月刊） ISBN 4000088084
9. シャップ シベリア旅行記 〈渡辺博 解説 / 永見文雄 訳・解説〉（1991年8月刊） ISBN 4000088092
10. ブルース ナイル探検 〈長島信弘・石川由美 訳〉（1991年2月刊） ISBN 4000088106

### 第Ⅱ期
第Ⅱ期 編集委員は、中川久定・二宮敬・栗原福也・平野敬一・三島憲一
　初回配本は、第9巻『フンボルト 新大陸赤道地方紀行 上』で、最終回配本は、第6巻『ロジャーズ 世界巡航記』
1. フランソワ・ルガ インド洋への航海と冒険 / ベルナルダン・ド・サン＝ピエール フランス島への旅 （2002年10月刊） ISBN 4000088416
  1. 「インド洋への航海と冒険」〈中地義和 訳〉
  2. 「フランス島への旅」〈小井戸光彦 訳〉
2. ロベール・シャール 東インド航海日誌 〈塩川徹也・塩川浩子 訳〉（2001年9月刊） ISBN 4000088424
3. ヤコプ・ハーフナー インド東岸の冒険と旅 〈栗原福也 訳〉（2002年6月刊） ISBN 4000088432
4. クロード・ダブヴィル マラニャン布教史 / イヴ・デヴルー マラニャン見聞実記 （2004年3月） ISBN 4000088440
  1. 「マラニャン布教史」〈大久保康明 訳〉
  2. 「マラニャン見聞実記」〈大久保康明 訳〉
5. ジャン・バティスト・ラバ 仏領アンティル諸島滞在記 〈佐野泰雄 訳〉（2003年12月刊） ISBN 4000088459
6. ウッズ・ロジャーズ 世界巡航記 〈平野敬一・小林真紀子 訳〉（2004年7月刊） ISBN 4000088467
7. ゲオルク・フォルスター 世界周航記 上 〈三島憲一・山本尤 訳〉（2002年3月刊） ISBN 4000088475
8. ゲオルク・フォルスター 世界周航記 下 〈三島憲一・山本尤 訳〉（2003年5月刊） ISBN 4000088483
9. アレクサンダー・フォン・フンボルト（エンゲルハルト・ヴァイグル編） 新大陸赤道地方紀行 上 〈大野英二郎・荒木善太 訳〉（2001年12月刊） ISBN 4000088491
10. アレクサンダー・フォン・フンボルト（エンゲルハルト・ヴァイグル編） 新大陸赤道地方紀行 中 〈大野英二郎・荒木善太 訳〉（2002年12月刊） ISBN 4000088505
11. アレクサンダー・フォン・フンボルト（エンゲルハルト・ヴァイグル編） 新大陸赤道地方紀行 下 〈大野英二郎・荒木善太 訳〉（2003年9月刊） ISBN 4000088513

## 岩波文庫版
岩波文庫判での再刊書目
- ベルニエ 『ムガル帝国誌（一）』、関美奈子訳、2001年。ISBN 9784003348215
- ベルニエ 『ムガル帝国誌（二）』、倉田信子訳 / 赤木昭三解説、2001年。ISBN 9784003348222。元版は第Ⅰ期　5巻
- クック 『太平洋探検 1 第一回航海（上）』、増田義郎訳、2004年。ISBN 9784003348512
- クック 『太平洋探検 2 第一回航海（下）』、増田義郎訳、2004年。ISBN 9784003348529
- クック 『太平洋探検 3 第二回航海（上）』、増田義郎訳、2005年。ISBN 9784003348536
- クック 『太平洋探検 4 第二回航海（下）』、増田義郎訳、2005年。ISBN 9784003348543
- クック 『太平洋探検 5 第三回航海（上）』、増田義郎訳、2005年。ISBN 9784003348550
- クック 『太平洋探検 6 第三回航海（下）』、増田義郎訳、2005年。ISBN 9784003348567。元版は第Ⅰ期 3・4巻
- ダンピア 『最新世界周航記（上）』、平野敬一訳、2007年。ISBN 9784003348611
- ダンピア 『最新世界周航記（下）』、平野敬一訳、2007年。ISBN 9784003348628。元版は第Ⅰ期 1巻